# Unión de Kėdainiai

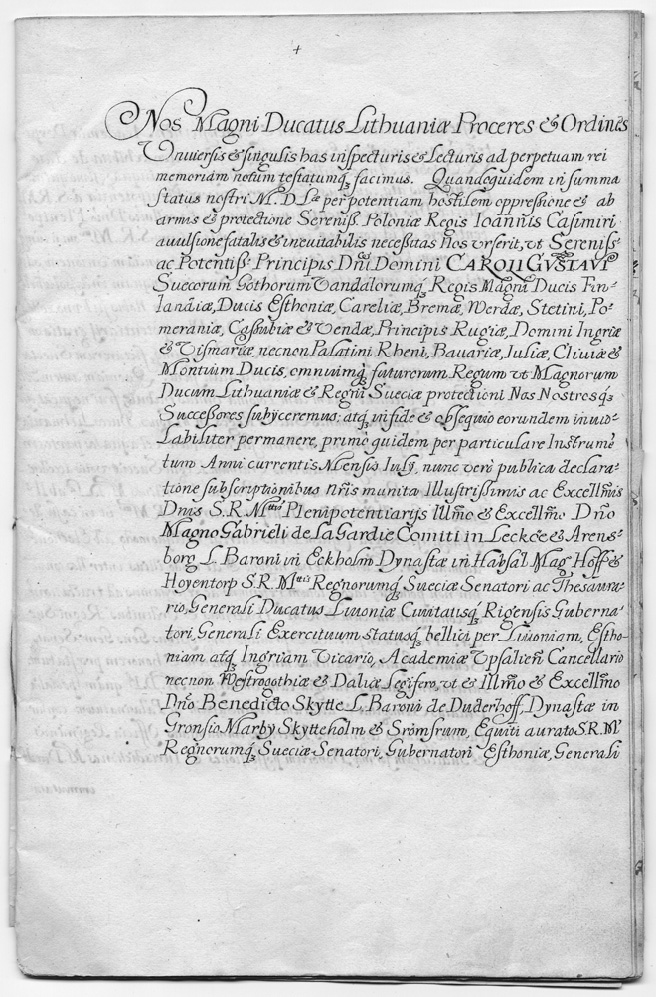
El Tratado de la unión de Kėdainiai

La Unión de Kėdainiai (en lituano: Kėdainių sutartis, en polaco: Układ w Kiejdanach) se firmó el 20 de octubre de 1655 (El Diluvio) entre los nobles lituanos Janusz Radziwiłł y Bogusław Radziwiłł y el representante de Suecia, Magnus Gabriel de la Gardie.
El Tratado recoge que debido a las presiones de las tropas rusas del zar Alejo en el Oriente, el ducado de Lituania aceptaba ser un protectorado del Reino de Suecia. En comparación con el anterior Tratado de Ujście, la Unión de Kėdainiai supuso de hecho la capitulación de Polonia-Lituania, ante el Reino de Suecia.

## Enlace web
- In the Shadows of Poland and Russia: The Grand Duchy of Lithuania and Sweden in the European Crisis of the mid-17th century, Tesis de Andrei Kotljarchuk, 2006, Universidad de Estocolmo (en inglés)

- Datos: Q1208673